# Hawaianira peleae
Hawaianira peleae är en kräftdjursart som beskrevs av Miller 1967. Hawaianira peleae ingår i släktet Hawaianira och familjen Janiridae. Inga underarter finns listade i Catalogue of Life.